# 北新陽郡
北新陽郡，中国南北朝时设置的郡。
南朝齐武帝永明八年（490年）之前置北新陽郡，属郢州。治所在湖北省钟祥市、京山市一带，下辖西新陽县、安吉县、长宁县。应为侨置新阳县所置。南梁、南陈废北新陽郡。